# Veronika Bayer
Veronika Bayer (* 4. Juni 1940 in Stuttgart; † 31. Januar 2008 in Bochum) war eine deutsche Schauspielerin.

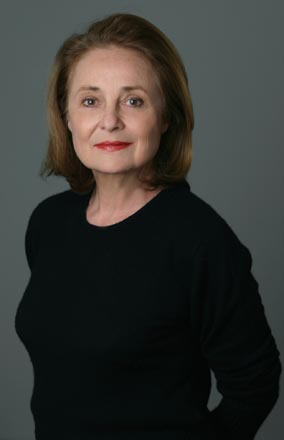
Veronika Bayer (2007)

## Leben

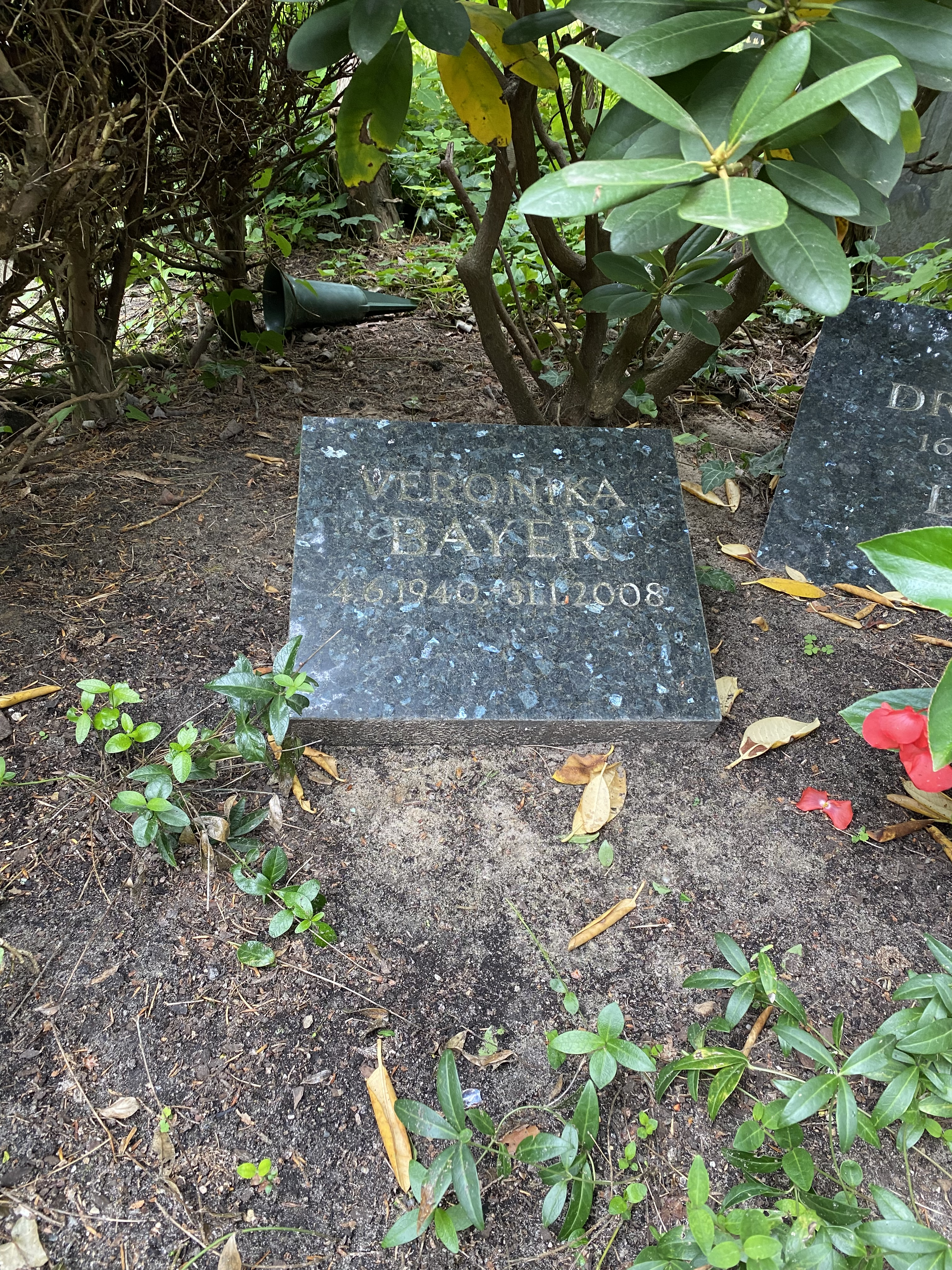
Grabstätte auf dem Waldfriedhof Dahlem

Sie nahm Schauspielunterricht bei Else Bongers in Berlin. Danach erhielt sie Engagements an der Volksbühne Berlin (1962), am Düsseldorfer Schauspielhaus (1967–1972), am Bayerischen Staatsschauspiel in München (1972), am Burgtheater in Wien (1973 unter der Regie von Jean-Pierre Ponnelle in Alfred de Mussets Man spielt nicht mit der Liebe im Akademietheater), an den Bühnen der Stadt Köln (1973–1975) und wieder am Düsseldorfer Schauspielhaus (1976–1980). 1981 wurde sie Mitglied des Ensembles des soeben gegründeten Theaters an der Ruhr in Mülheim an der Ruhr. Seit der Spielzeit 2000/2001 war Bayer festes Ensemble-Mitglied am Schauspielhaus Bochum. Ihre letzte Rolle war die Gabriele Wegrat in Arthur Schnitzlers Der einsame Weg.
Veronika Bayer verkörperte im Lauf ihrer Karriere zahlreiche bedeutende Frauenfiguren des Theaters wie das Gretchen in Faust oder Titania in Ein Sommernachtstraum, wirkte aber auch in mehreren Spielfilmen mit. In Melodie und Rhythmus war sie Partnerin von Peter Kraus, in Wenn die Heide blüht von Joachim Hansen.
Veronika Bayer starb am 31. Januar 2008 nach kurzer, schwerer Krankheit. Ihre letzte Ruhestätte fand sie auf dem Berliner Waldfriedhof Dahlem (Feld 009-307).

## Filmografie
- 1959: Liebe, Luft und lauter Lügen
- 1959: Melodie und Rhythmus
- 1959: Zwölf Mädchen und ein Mann
- 1960: Der liebe Augustin
- 1960: Wenn die Heide blüht
- 1962: Wenn ich Chef wäre (Kurzfilm)
- 1962: Sie schreiben mit – Zwischenfall im D-Zug (Fernsehserie)
- 1963: Die Legende vom heiligen Trinker (Fernsehfilm)
- 1963: Endspurt (Fernsehfilm)
- 1970: Triumph des Todes oder Das große Massakerspiel (Fernsehfilm)
- 1974: Man spielt nicht mit der Liebe (Fernsehfilm)
- 1974: Macbeth (Fernsehfilm)
- 1977: Rückfälle (Fernsehfilm)
- 1979: Tatort – 30 Liter Super (Fernsehreihe)
- 1988: Der kroatische Faust (Fernsehfilm)
- 1988: Augenblick Polen (Fernsehfilm)
- 1992: Die Lok
- 2002: Zwischen den Sternen
- 2002: Der Narr und seine Frau heute Abend in Pancomedia (Fernsehfilm)
- 2005: Die letzte Saison (Kurzfilm)
- 2006: Die Österreichische Methode
- 2008: Marie kann zaubern (Fernsehfilm)
- 2008: Marie Brand und die tödliche Gier